# Merantau (film)
Merantau (in sommige landen uitgebracht als Merantau Warrior) is een Indonesische martialarts-actiefilm uit 2009, geschreven, geregisseerd en gemonteerd door Gareth Evans met in de hoofdrol Iko Uwais. Met de film maakt Uwais zijn debuut als acteur en is de eerste samenwerking tussen regisseur Evans en Uwais. Het markeert ook het acteerdebuut van Yayan Ruhian, die Evans beiden ontmoette tijdens de opnames voor een documentaire in Indonesië, wat zijn kennismaking met de vechtkunst pencak silat werd.

## Verhaal
In Minangkabau, West-Sumatra, is de Minangkabau-silat-krijger Yuda bezig met de laatste voorbereidingen voor zijn overzeese reis. Hij moet zijn familie, zijn geliefde moeder Wulan en zijn broer Yayan het comfort en de schoonheid van zijn geboortestad verlaten en zijn bestaan zoeken in de chaos van de stad Jakarta. Het lot brengt Yuda samen met de wees Adit en zijn zus, Astri die het slachtoffer zullen worden van de illegale organisatie van mensenhandel. Deze organisatie die mensen als goederen behandelt, wordt geleid door een hardvochtige Europeaan, Ratger en zijn rechterhand Luc.
Zodra hun basis in chaos verkeert door een gevecht tussen Johni en zijn uitsmijters en Yuda, staat Ratger erop Astri, of zijn "spul", die Yuda heeft gered, te vinden en ze willen bloedige wraak. Yuda's kennismaking met deze vreemde stad was als een vuur dat ontbrandt wanneer de situatie hem dwingt om met Astri en Adit te vluchten voor de achtervolging van pooiers en schurken die de nacht regeren, door elke straat zwerven en hun elke stap najagen.

## Rolverdeling
| Acteur          | Personage |
| --------------- | --------- |
| Iko Uwais       | Yuda      |
| Sisca Jessica   | Astri     |
| Christine Hakim | Wulan     |
| Mads Koudal     | Ratger    |
| Yusuf Aulia     | Adit      |
| Alex Abbad      | Johni     |
| Yayan Ruhian    | Eric      |
| Laurent Buson   | Luc       |
| Donny Alamsyah  | Yayan     |
| Ratna Galih     | Ayi       |

## Release
Merantau ging in première op 23 juli 2009 op het Puchon International Fantastic Film Festival (PiFan) in Bucheon, Zuid-Korea, voordat hij op 6 augustus 2009 in de bioscoop werd uitgebracht in Indonesië. De film werd ook uitgebracht op 29 mei 2010 op het CinemAsia.

## Prijzen en nominaties
| Jaar | Prijs                                     | Categorie               | Genomineerde(n)     | Uitslag     |
| ---- | ----------------------------------------- | ----------------------- | ------------------- | ----------- |
| 2009 | Austin Fantastic Fest (Publieksprijs)     | Eervolle vermelding     | Eervolle vermelding | Gewonnen    |
| 2010 | Indonesian Movie Actor Awards (Juryprijs) | Beste nieuwkomer acteur | Yayan Ruhian        | Genomineerd |